# Nitrické vrchy
Nitrické vrchy jsou geomorfologický podcelek Strážovských vrchů. Nacházejí se v jižní části pohoří a nejvyšším vrcholem je Suchý vrch o nadmořské výšce 1028 m.

## Poloha
Pohoří se nachází na území okresů Prievidza a Bánovce nad Bebravou a ohraničuje ho Rudnianska kotlina z východu, Městská kotlina z jihovýchodu a Bánovská kotlina z jihozápadu. Na severozápadě navazuje Trenčianska vrchovina a na severu Zliechovská hornatina.

## Geomorfologické členění
Pohoří se člení na části:
- Drieňov
- Kšinianska kotlina
- Rokoš
- Rokošské predhorie
- Suchý
- Vestenická brána

## Významné vrcholy
- Suchý vrch 1028 m
- Rokoš 1010 m
- Čierny vrch (997 m)
- Drieňový vrch (616 m)